# Juan de Garay
Juan de Garay, secondo la grafia basca moderna Juan Garai (Junta de Villalba de Losa, 1528 – Río de la Plata, 20 marzo 1583), è stato un esploratore e conquistador spagnolo di origine basca.

## Biografia
Lavorò e combatté per conto dell'impero spagnolo, prima nel vicereame del Perù e poi in quello del Río de la Plata. Fu governatore di Asunción (nell'odierno Paraguay) e fondò numerose città in Argentina, molte lungo il corso del fiume Paraná, oltre alla seconda fondazione di Buenos Aires nel 1580.
Nel 1543 salpò per il Perù con lo zio Pedro de Zárate, nella prima spedizione del viceré Blasco Núñez Vela. Nel 1561 partecipò alla fondazione di Santa Cruz de la Sierra. Nel 1568 si spostò ad Asunción dove divenne un importante politico. Il governatore di Asunción lo mandò nell'aprile del 1573, con una compagnia di 80 uomini, ad esplorare il fiume Paraná, dove fondò Santa Fe de la Vera Cruz. Nel 1576 fu nominato governatore di Asunción. Come governatore tentò di evitare spargimenti di sangue concedendo giustizia e civiltà ai nativi. Per questo motivo fondò villaggi indiani stabilendovi governi locali.

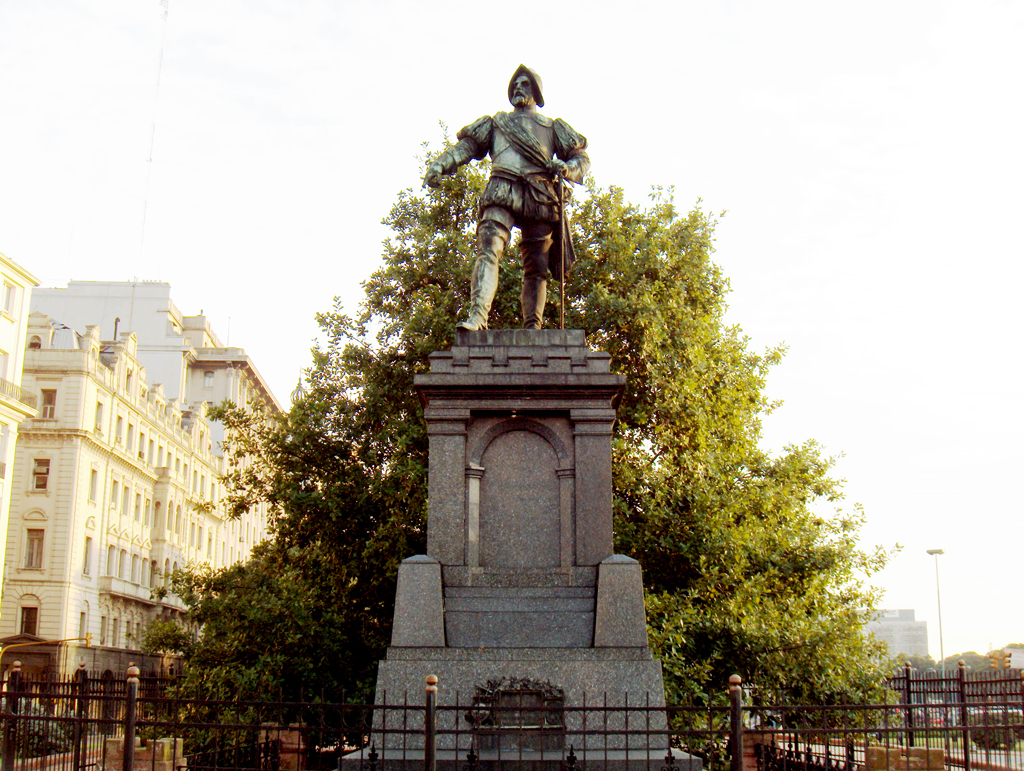
Monumento dedicato a Juan de Garay a Buenos Aires.

Nel 1580, già capitano generale del vicereame, rifondò l'importante città situata sulle rive del Río de la Plata che, creata la prima volta da Pedro de Mendoza nel 1536, aveva il nome di Nuestra Señora del Buen Ayre. La prima città fu distrutta dai nativi. Garay fondò Buenos Aires l'11 luglio 1580. Sbarcò sulle rive del Río de la Plata e, nell'attuale Plaza de Mayo, rifondò la città chiamandola Santísima Trinidad, ed il suo porto Santa María de los Buenos Ayres.
In seguito partecipò ad una spedizione alla ricerca della leggendaria Città dei Cesari (1581-1582).
Juan de Garay morì nei pressi del Río de la Plata, mentre viaggiava da Buenos Aires a Santa Fe il 20 marzo 1583. Il suo gruppo, composto da 40 uomini, un francescano ed alcune donne, entrò in una laguna sconosciuta decidendo di passare la notte sulle rive del fiume Carcarañá, vicino all'antico Forte Sancti Spíritus. Il gruppo subì un'imboscata dei Querandí che uccisero Garay, il francescano, una donna e dodici soldati. Juan de Garay aveva una figlia, Jerónima de Contreras, che sposò Hernando Arias de Saavedra, governatore del Río de la Plata.